# Adorigo
Adorigo é uma povoação portuguesa sede da Freguesia de Adorigo do Município de Tabuaço, freguesia com 10,55 km² de área e 301 habitantes (censo de 2021), tendo, por isso, uma densidade populacional de 28,5 hab./km².
Adorigo é uma das freguesias nas encostas abrigadas e temperadas dos Vales do Douro, com quintas que há séculos produzem o vinho generoso mundialmente conhecido como Vinho do Porto. Nesta aldeia temos um exemplo de igreja com exterior sóbrio e um rico interior. Adorigo está na rota de um futuro roteiro do Barroco Tabuacense.
No lugar de S. Martinho pode-se ainda visitar a capela do santo homónimo, objeto de diversas obras ao longo dos séculos, o antigo forno comunitário ou admirar uma casa, no largo da Cruz, que já serviu de escola e que ostenta uma pedra de armas da família Cunha Coutinho.
Na estrada municipal 512 encontra-se o Miradouro de S. Luiz, proporciona vistas panorâmicas e privilegiadas sobre os montes vinhateiros e os olivais durienses, uma autêntica varanda para o Douro, aos seus pés a quinta de S. Luiz, que dá nome ao miradouro.

## Demografia
A população registada nos censos foi:
| Distribuição da População por Grupos Etários | Distribuição da População por Grupos Etários | Distribuição da População por Grupos Etários | Distribuição da População por Grupos Etários | Distribuição da População por Grupos Etários |
| -------------------------------------------- | -------------------------------------------- | -------------------------------------------- | -------------------------------------------- | -------------------------------------------- |
| Ano                                          | 0-14 Anos                                    | 15-24 Anos                                   | 25-64 Anos                                   | > 65 Anos                                    |
| 2001                                         | 60                                           | 51                                           | 212                                          | 97                                           |
| 2011                                         | 44                                           | 44                                           | 199                                          | 110                                          |
| 2021                                         | 28                                           | 30                                           | 158                                          | 85                                           |

## História
Em 1747 Adorigo era um lugar do termo da vila de Barcos, distrito da Serra, Bispado e Comarca da Cidade de Lamego, na Província da Beira. A população era constituída por 37 vizinhos, situando-se num vale, de onde se descobria parte da Província de Trás-os-Montes e Penaguião.
Possuía igreja paroquial, erguida fora do local, mas acompanhada de algumas casas, sendo o seu orago Nossa Senhora de Condescende. A igreja tinha três altares: O maior, em que está o sacrário e a imagem da santa padroeira, e dois colaterais, o da parte da Epístola da invocação de Nossa Senhora do Rosário, e o da parte do Evangelho dedicado a São Sebastião. Além destes havia ainda outro no corpo da igreja, no qual ainda não se celebrava missa, estando nele colocada a imagem do Menino Jesus. O pároco era cura, cuja apresentação pertencia ao abade da vila de Barcos ou, na falta deste, ao cabido de Lamego, a quem tocava nas vacancias. Rendia este curato vinte e dois alqueires de trigo, vinte de centeio, vinte e dois almudes de vinho, e sete mil reis em dinheiro, tudo pago da massa da abadia da vila de Barcos, a cujas justiças reconhecia sujeição este lugar.
O terreno produzia trigo, centeio, vinho e azeite, mas pouco de tudo. O clima era um tanto frio, pelas vizinhanças da Serra do Marão, criando muita caça miúda por ser montuosa. Embora lhe corresse à vista o rio Douro, que a provia de peixe miúdo, a água era escassa, devido à distância que o separava das terras deste povoado. Havia neste sítio duas barcas, uma onde chamam a Fonte Santa, e outra no pégo de Valença, e neste limite se metia o rio Tedo no Douro, no sítio que chamavam o Penedo da Galharda.
Pertencia a esta freguesia o lugar de São Martinho, distante deste de Adorigo tanto como um tiro de mosquete.
Sobre esta freguesia, escreveu em 1915 o Dr. Luís Augusto de Freitas, antigo administrador do concelho (atual município) de Tabuaço, nas suas "Notas & Lendas":
Do alto de uma colina sobranceira ao Douro, aproximadamente a igual distancia dos rios Távora e Tedo, assenta a pequena povoação de Adorigo.
Produz esta paróquia excelentes vinhos licorosos e no seu limite existem minas de chumbo cuja lavra se encontra suspensa há anos.
Defronte, além-Douro, fica a estação do Ferrão que durante muitos anos serviu a vila e concelho de Tabuaço, mas que depois de construída a ponte do Pinhão perdeu quase toda a importância.
Além do povo de Adorigo tem esta freguesia um outro chamado de S. Martinho.

## Património
- Igreja de Adorigo
- Capela de Santo António, na Quinta do Souto
- Capela de São Martinho, no Povo de São Martinho
- Marcos graníticos n.ºs 94 e 95